# 贝勒克勒克湖
贝勒克勒克湖是一个位于中国新疆维吾尔族自治区若羌县的湖泊，面积约为75平方千米。